# Chretienella
Chretienella là một chi bướm đêm thuộc họ Gelechiidae.